# پدرو رگاس
پدرو رگاس (انگلیسی: Pedro Regas; ۱۸ آوریل ۱۸۹۷ – ۱۰ اوت ۱۹۷۴) بازیگر اهل ایالات متحده آمریکا بود.
از فیلم‌ها یا برنامه‌های تلویزیونی که وی در آن نقش داشته‌است می‌توان به کوسه ببری اشاره کرد.

## مرگ
رگاس بر اثر سکته قلبی درگذشت.